# Rhynchochalcis
Rhynchochalcis är ett släkte av steklar. Rhynchochalcis ingår i familjen bredlårsteklar.
Kladogram enligt Catalogue of Life:
| Rhynchochalcis | \| \| Rhynchochalcis brevicornuta \| \| \| \| \| \| Rhynchochalcis pruinosa \| \| \| \| \| \| Rhynchochalcis senegalensis \| \| \| \| \| \| Rhynchochalcis thresiae \| \| \| \| |
|                | \| \| Rhynchochalcis brevicornuta \| \| \| \| \| \| Rhynchochalcis pruinosa \| \| \| \| \| \| Rhynchochalcis senegalensis \| \| \| \| \| \| Rhynchochalcis thresiae \| \| \| \| |
|                | Rhynchochalcis brevicornuta |
|                | |
|                | Rhynchochalcis pruinosa |
|                | |
|                | Rhynchochalcis senegalensis |
|                | |
|                | Rhynchochalcis thresiae |
|                | |